# EPIC 206114294
EPIC 206114294 — одиночная звезда в созвездии Водолея на расстоянии приблизительно 1062 световых лет (около 326 парсеков) от Солнца.
Вокруг звезды обращается, как минимум, одна планета.

## Характеристики
EPIC 206114294 — оранжевый карлик спектрального класса K. Масса — около 0,442 солнечной, радиус — около 0,395 солнечного, светимость — около 0,081 солнечной. Эффективная температура — около 3850 К.

## Планетная система
В 2016 году командой астрономов было объявлено об открытии планеты.